# Dieter Chill
Dieter Chill (* 8. Oktober 1954) ist ein deutscher Fotograf und Kameramann.

## Leben und Werk
Nach einer mehrjährigen Tätigkeit als Fotograf studierte Chill von 1982 bis 1987 an der Hochschule für Film und Fernsehen Potsdam-Babelsberg das Fach Kamera und arbeitete anschließend als Kameramann für zahlreiche fiktionale und dokumentarische Film- und Fernsehproduktionen. Einige davon erhielten Auszeichnungen, der Dokumentarfilm Vokzal – Bahnhof Brest wurde für den Deutschen Kamerapreis nominiert.
Neben den Filmen entstanden vielfältige fotografische Arbeiten, die inzwischen den Schwerpunkt der kreativen Tätigkeit von Chill bilden. Dazu gehören vor allem dokumentarische Langzeitprojekte sowie thematische Serien und grafische Fotosynthesen.
In gelegentlich veröffentlichten Texten hat sich Chill mit Fragen zur Digitalisierung der Bildproduktion (z. B. „Abschied vom Analogen. Der Weg der Bilder – technologischer Wandel und kulturelle Transformation“) und anderen medienbezogenen Themen (z. B. „Noch ein Perspektivwechsel (oder zwei)“ in „Jede Menge Perspektiven. Der Regisseur Herrmann Zschoche“) auseinandergesetzt. 2016 kuratierte Chill gemeinsam mit der Medienwissenschaftlerin Anna Luise Kiss die Fotoausstellung „Pathenheimer: Filmfotografin DEFA Movie Stills“ – den gleichnamigen Bildband realisierten beide als Herausgeber.

## Filmografie (Auswahl)
- 1987: Ich bin einfach der leidenschaftlichste Mensch, der existiert
- 1989: Motivsuche
- 1990: Das Mädchen aus dem Fahrstuhl
- 1991–1992: Grauguss / Vielleicht wird nochmal alles so wie wir uns das wünschen / Im schönsten Wiesengrunde (Trilogie, auch Co-Regie)
- 1992: Ich bin mit meiner Angst allein (auch Co-Regie)
- 1993: Fritz Voigt (auch Co-Regie)
- 1993: Vokzal – Bahnhof Brest
- 1994: Natalie – Endstation Babystrich
- 1995: Tödlicher Duft
- 1996: Tatort: Tod im Jaguar
- 1996: Galera
- 1996/2006: Kehrein, Kehraus / Kehraus, wieder
- 1997: Die verschiedenen Gesichter des Sergej Michailowitsch Eisenstein
- 1997: Ärzte – Vollnarkose
- 1998: 5,5 Meter x 1,5 Meter
- 1998: Topas Noir – Gefährliche Lust
- 1998: Wir Kommunistenkinder
- 1999: Gefährliche Wahrheit
- 1999: Tierra Menonita
- 1999: Spuk im Reich der Schatten
- 2000: Kommissar Rex
- 2000: Polizeiruf 110: Jugendwahn / Polizeiruf 110: Zerstörte Träume
- 2001: Große Liebe wider Willen
- 2002: Vaterbilder
- 2002: Berlin, Berlin
- 2003: Die Farbe der Seele
- 2003: Frühlingssinfonie
- 2004: Edel & Starck
- 2004: Autobahn Ost
- 2007: Hella Hirsch und ihre Freunde
- 2008: Trotzki
- 2012: HeymStadt